# سنجاقک بال‌سیاه
سنجاقک بال‌سیاه (نام علمی: Calopteryx maculata) نام یک گونه از سرده زیبابال است.